# Metropolis (Illinois)
Metropolis ist eine Kleinstadt (mit dem Status „City“) und Verwaltungssitz des Massac County im Süden des US-amerikanischen Bundesstaates Illinois. Das U.S. Census Bureau hat bei der Volkszählung 2020 eine Einwohnerzahl von 5.969 ermittelt.

## Geografie
Metropolis liegt auf 37°09′04″ nördlicher Breite und 88°43′55″ westlicher Länge und erstreckt sich über 13 km². Die Stadt liegt am rechten Ufer des Ohio River, der die Grenze zu Kentucky bildet. Der Mississippi River, der Illinois von Missouri trennt, liegt 65 km westlich. Die Grenze zu Indiana befindet sich 134 km nordöstlich.
Benachbarte Orte von Metropolis sind Joppa (13,2 km nordwestlich), Round Knob (12,4 km nördlich) und Brookport (14,36 km ostsüdöstlich). Auf dem gegenüberliegenden Flussufer liegt das Stadtzentrum von Paducah 21,4 km südöstlich von Metropolis.
Die nächstgelegenen größeren Städte sind St. Louis in Missouri (253 km nordwestlich), Louisville in Kentucky (374 km ostnordöstlich), Tennessees Hauptstadt Nashville (240 km südöstlich) und Tennessees größte Stadt Memphis (292 km südsüdwestlich).

## Verkehr

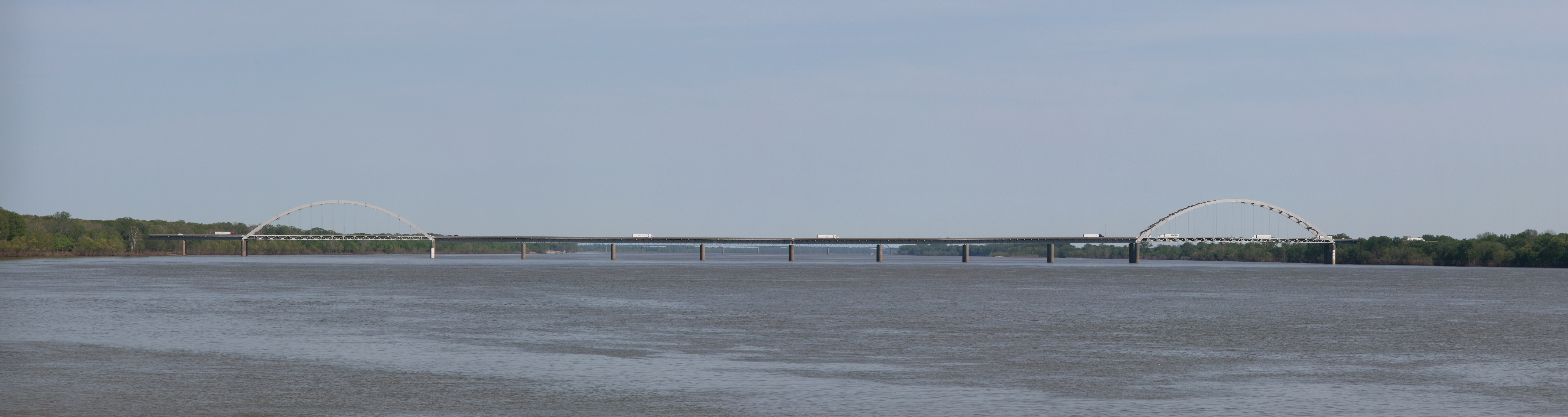
Brücke über den Ohio nach Kentucky

Der älteste Verkehrsweg ist der Ohio River, auf dem auch heute ein wichtiger Teil der Warenströme durch das östliche Zentrum der USA transportiert wird. Der Fluss wird für große Binnenschiffe durch Stauwerke schiffbar gehalten.
Am Ostrand von Metropolis überquert die Interstate 24, die von Nordwesten nach Nashville führt, den Ohio. Durch das Stadtzentrum führt der U.S. Highway 45. Alle weiteren Straßen sind untergeordnete Fahrwege oder innerörtliche Verbindungsstraßen.
Durch die Stadt verläuft eine gemeinsame Eisenbahnlinie der Canadian National Railway, der BNSF Railway und der Paducah & Louisville Railway, die über die Metropolis Bridge ebenfalls den Ohio überquert.
Mit dem Metropolis Municipal Airport befindet sich ein kleiner Flugplatz am nordwestlichen Rand der Stadt. Die nächstgelegenen größeren Flughäfen sind der Lambert-Saint Louis International Airport (274 km nordwestlich), der Nashville International Airport (249 km südöstlich) und der Memphis International Airport (311 km südsüdwestlich).

## Geschichte

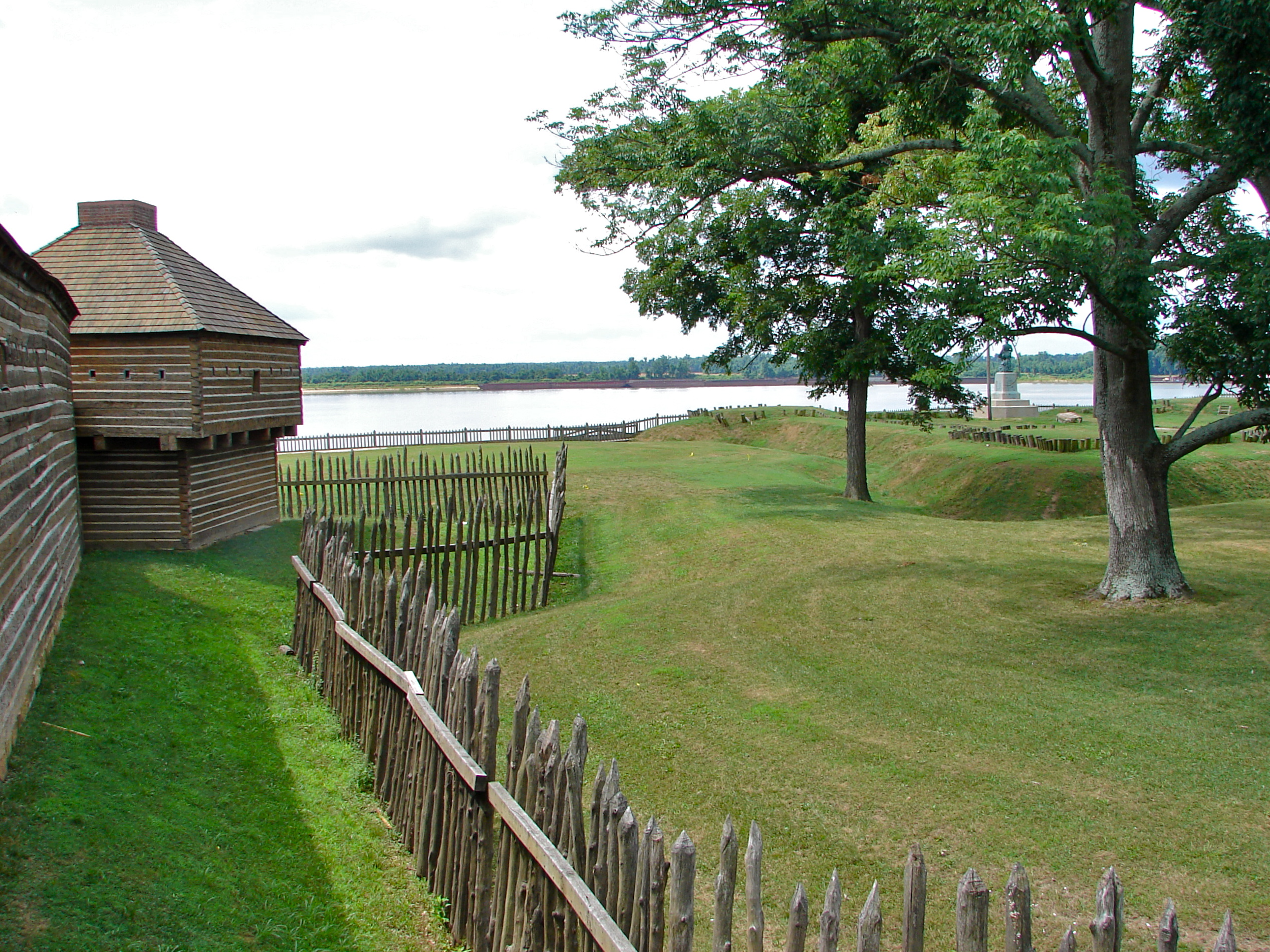
Fort Massac

Nachdem die Region zuerst von verschiedenen Indianervölkern bewohnt wurde, errichteten Franzosen 1757 das Fort Massac als befestigten Militärposten gegen die Engländer während des „Franzosen- und Indianerkrieges“. Während des Krieges wurde das Fort von Kriegern der Chickasaw zerstört.
1794 wurde auf Erlass von George Washington das Fort wieder aufgebaut und diente in folgenden 20 Jahren als amerikanischer Militärposten. Nachdem das Fort während des New-Madrid-Erdbebens 1811 beschädigt worden war, wurde das Fort 1814 aufgegeben und das Holz für die Bauten von umliegenden Siedlern verwendet.
1839 wurde die heutige Stadt rund eine Meile westlich des ehemaligen Forts planmäßig angelegt. 1843 wurde das Massac County gegründet, dessen Verwaltungssitz die Stadt wurde.
Während des Bürgerkrieges wurde hier ein Ausbildungslager des Unionsheeres unterhalten.
Die Töchter der Amerikanischen Revolution erwarben 1903 das Gebiet des damaligen Forts und ließen eine Nachbildung des alten Forts errichten. 1908 wurde mit dem Fort Massac State Park der erste State Park in Illinois gegründet.

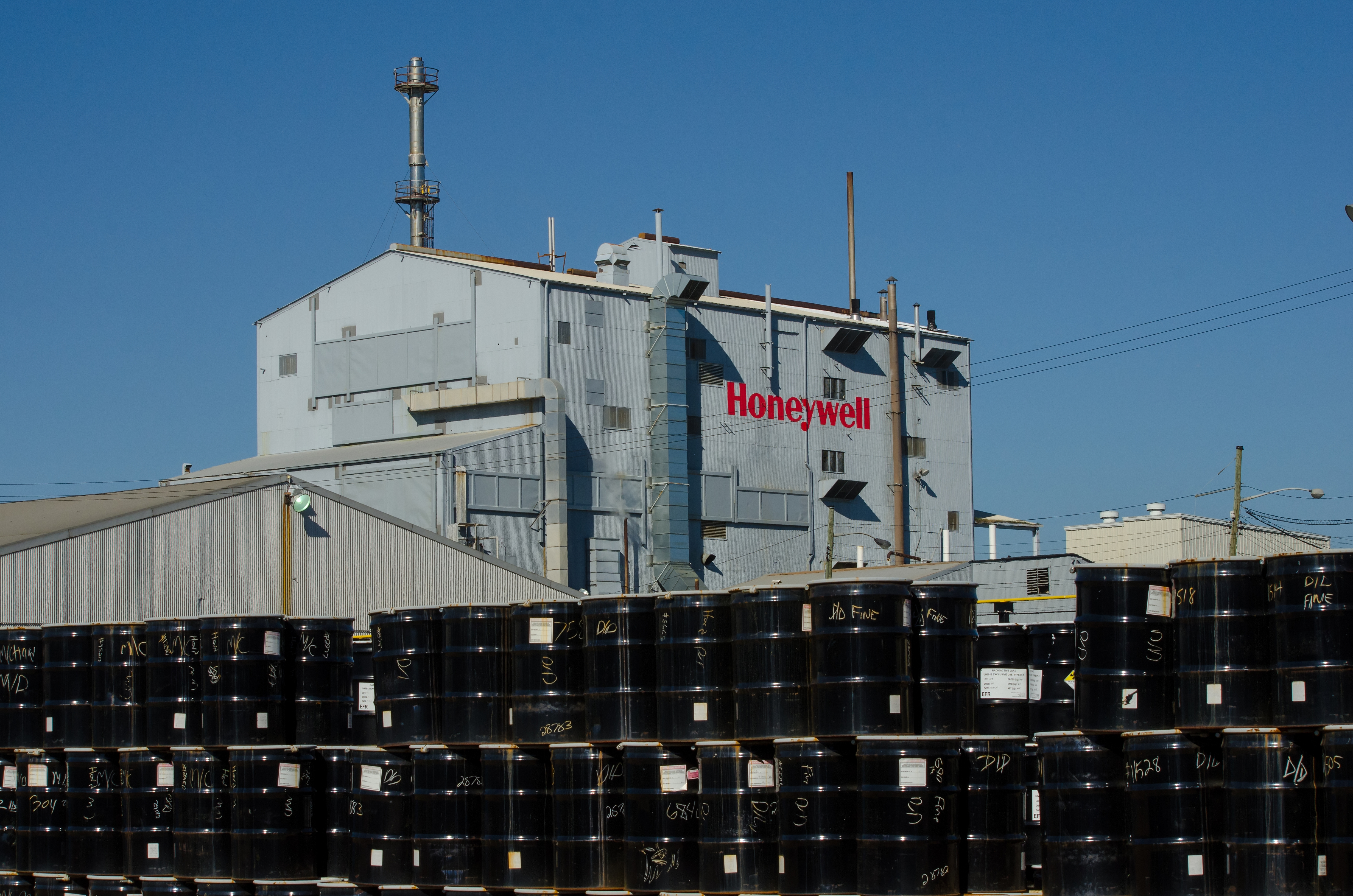
Die Vereinigten Staaten verfügen über nur ein Produktionswerk zur Urankonversion: das von ConverDyn in Metropolis.

Seit 1958 befindet sich in Metropolis eine Fabrik von ConverDyn, einem gemeinsamen Tochterunternehmen von Honeywell und General Atomics, die Uranhexafluorid produziert. Dieses wird in der Urananreicherungsanlage im nahen Paducah am gegenüberliegenden Flussufer weiterverarbeitet. Das Werk ist einzige Fabrik zur Urankonversion in den USA. Die Produktionsanlagen stehen aufgrund einer abgeschwächten Nachfrage seit Frühjahr 2018 still, sollen jedoch ab 2023 wieder in Betrieb genommen werden.

## Demografische Daten
Nach der Volkszählung im Jahr 2010 lebten in Metropolis 6537 Menschen in 2832 Haushalten. Die Bevölkerungsdichte betrug 502,8 Einwohner pro Quadratkilometer. In den 2832 Haushalten lebten statistisch je 2,21 Personen.
Ethnisch betrachtet setzte sich die Bevölkerung zusammen aus 87,3 Prozent Weißen, 8,3 Prozent Afroamerikanern, 0,6 Prozent amerikanischen Ureinwohnern, 0,4 Prozent Asiaten sowie 0,7 Prozent aus anderen ethnischen Gruppen; 2,9 Prozent stammten von zwei oder mehr Ethnien ab. Unabhängig von der ethnischen Zugehörigkeit waren 2,1 Prozent der Bevölkerung spanischer oder lateinamerikanischer Abstammung.
22,3 Prozent der Bevölkerung waren unter 18 Jahre alt, 55,7 Prozent waren zwischen 18 und 64 und 22,0 Prozent waren 65 Jahre oder älter. 55,3 Prozent der Bevölkerung war weiblich.
Das mittlere jährliche Einkommen eines Haushalts lag bei 32.715 USD. Das Pro-Kopf-Einkommen betrug 18.361 USD. 16,9 Prozent der Einwohner lebten unterhalb der Armutsgrenze.

## Söhne und Töchter der Stadt
- Christopher Jackson (* 1975), Film- und Theaterschauspieler

## Bekannte Bewohner
- Oscar Micheaux (1884–1951), Schriftsteller und Filmregisseur
- Jack Smith (1924–2001), NASCAR-Rennfahrer
- John Steele (1912–1969), Fallschirmspringer, durch den Film Der längste Tag bekannt geworden